# Ламборгини Хуракан
Ламборгини Хуракан је спортски аутомобил направљен од стране италијанског произвођача Ламборгини као замена за већ постојећи В10 модел, Гаљардо. Целом свету је представљен на Женевском сајму аутомобила 2014. године а прве испоруке почеле су у другом кварталу 2014.
Ознака ЛП 610-4 потиче од аутомобила који има 610 коњских снага и поног на сва четири точка, док ознака ЛП означава "Longitudinale Posteriore" и то се односи на уздужни положај средњег-задњег мотора.

## Име
Назив овог модела Хуракан, потиче од шанске речи „huracán“  што значи ураган, инспирисано је шпанским борбеним биковима. Имена историјских шпанских борбених бикова су традиционално коришћена у већини модела Ламборгини аутомобила. Хуракан је био бик познат по својој храбрости који се борио 1879. године.

## Хуракан 2014-2019

### Мотор
Хуракан садржи погонски 5.2 литараски В10 мотор из модела Гаљардо са снагом од 610 коњских снага (449 kW), који је смештен у средини аутомобила. Мотор има директно убризгавање горива и убризгавање у више тачака. Ово је први пут да се оваква комбинација користи у В10 мотору. Да би повећао своју ефикасност, Хураканов мотор такође укључује старт-стоп систем.

### Перформансе
Тежина овог модела износи 1553 килограма. Хуракан ЛП 610-4 има однос снаге-тежине од 2,55 килограма по коњској снази.

### Тестирање на стази ЛП 610-4
- 0-97 км/х: 2.5 секунде[5]
- 0-217 км/х: 10.4 секуде[5]
- 0-300 км/х: 27.6 секунди[5]
- Максимална брзина: 341 км/х[5]

### Техничке информације
| Модели                              | LP610-4 Coupé 2014–2019              | LP610-4 Spyder 2016–2019             | LP580-2 Coupé 2016–2019              | LP580-2 Spyder 2016–2019             | LP640-4 Performanté 2017–2019        | LP640-4 Performanté Spyder 2018–2019 | LP640-4 STO 2020–                    |
| ----------------------------------- | ------------------------------------ | ------------------------------------ | ------------------------------------ | ------------------------------------ | ------------------------------------ | ------------------------------------ | ------------------------------------ |
| Снага                               | 449 kW (602 hp; 610 PS) at 8,250 rpm | 449 kW (602 hp; 610 PS) at 8,250 rpm | 427 kW (572 hp; 580 PS) at 8,000 rpm | 427 kW (572 hp; 580 PS) at 8,000 rpm | 471 kW (631 hp; 640 PS) at 8,000 rpm | 471 kW (631 hp; 640 PS) at 8,000 rpm | 471 kW (631 hp; 640 PS) at 8,000 rpm |
| Обртни моменат                      | 560 N⋅m (413 lb⋅ft) at 6,500 rpm     | 560 N⋅m (413 lb⋅ft) at 6,500 rpm     | 540 N⋅m (398 lb⋅ft) at 6,500 rpm     | 540 N⋅m (398 lb⋅ft) at 6,500 rpm     | 600 N⋅m (443 lb⋅ft) at 6,500 rpm     | 600 N⋅m (443 lb⋅ft) at 6,500 rpm     | 565 N⋅m (417 lb⋅ft) at 6,500 rpm     |
| Перформансе                         |                                      |                                      |                                      |                                      |                                      |                                      |                                      |
| Однос снаге и тежине (без течности) | 2.36 kg (5.20 lb) / hp               | -                                    | -                                    | -                                    | 2.2 kg / hp                          | 2.39 kg / hp                         | 2.09 kg / hp                         |
| 0 to 100 km/h (секунде)             | 2.5                                  | 3.4                                  | 3.4 3.6 (R&T)                        | 3.6                                  | 2.9 2.3 (C&D)                        | 3.1                                  | 3.0                                  |
| 0 to 200 km/h (секунде)             | 8.8                                  | 10.2                                 | 10.1 11.7 (R&T)                      | 10.4                                 | 8.9                                  | 9.3                                  | 9.0                                  |
| Максимална брзина                   | 325 km/h                             | 324 km/h                             | 319 km/h                             | 319 km/h                             | 325 km/h                             | 325 km/h                             | 310 km/h                             |
| Четврт миље                         | 10.3 секунди, 220 km/h               | -                                    | 11.7 секунди, 201 km/h               | -                                    | 10.2 секунди, 219 km/h               | -                                    |                                      |
| Кочење 100 km/h-0                   | 31.9 метара 43.9m (R&T)              | 32.2 метра                           | 31.9 метара                          | 31.9 метара                          | 31 метар                             | 31.5 метар                           | 30 метара                            |

Хуракан има електронски погон на сва четири точка, који има за циљ повећање вуче на различитим површинама и укупних перформанси. Аутомобил има седмостепени мењач са двоструким квачилом, нови Ламборгини мењач „Doppia Frizione“. Пренос се обавља у зависности од режима који је возач изабрао. Хуракан је доступан само са аутоматским мењачем, мануелни мењач није понуђен.
Хуракан такође има магнетно контрилисан систем суспензија. Користи магнетнореолошке пригушиваче да би врло брзо променио начин суспензије која делује, осигуравајући перформансе.
Хуракан има заједниче компоненте са другом генерацијом Аудија Р8. То је због коришћења Фолксвагенове технологије за спортке аутомобиле.

### Ентеријер
Хуракан има разне опције за побољшавање изгледа ентеријера и такође његове побољшавање његове удобности. Има избор за потпуну електричну контролу и грејање спортских седишта. Такође, аутомобил има опционални навигациони систем и кожне навлаке. Хуракан је један од првих спортских аутомобила који је померио информациони систем из средишњег дела. Дисплеј који омогућава возачу да одабере шта жели да се приказује. Он је први Ламборгини аутомобил који користи 12,3 инчни ТФТ виртуални кокпит, од матичне компаније Ауди, који је доступан са високом резолуцијом (1440х540), бежичним преносом, гугл ГПС навигацијом и остале контроле менија  а све то покреће Нвидиа Тегра 3 ("Nvidia Tegra 3").

### Технологија
Хуракан има пуне ЛЕД фарове, који осигуравају већи контраст у ноћним условима. Такође, Хуракан има опционални ламборгинијев динамички управљач (ЛДС) који се додаје стандардном управљачу. Динамично управљање мења перформансе коришћења из нормалног тј. удобног режима у тркачки режим рада. Главна контрола за промену перформанси режима вожње контролише АНИМА (енг. „Adaptive Network Intelligent Management“). АНИМА контролише мотор, мењач, ЛДС, погон на сва четири точка и електронску стабилност. ЛПИ („The Lamborghini Piattaforma Inerziale“) врши прецизна мерења кретања возила помоћу сензора, повезаних преко АНИМА. Возач може да изабере удобан режим, спортски или режим за трке како би промени начин на који реагују мотор или мењач током вожње.

### Модели

#### Huracán LP 610-4 Coupé (2014–2019)
Промене у односу на Галардо укључују потпуно ЛЕД осветљење, 12,3 инчни ТФТ панел, фину Напа кожу и пресвлаку од алкантаре, редизајнирану контролну таблу, директно и индиректно убризгавање горива, старт-стоп мотор усклаћен по ЕУ6 прописима., 20-инчни точкови.
Главни конкурентни Хуракану на тржишту су МекЛарен 650с (такође и 720с), Ауди Р8, Ферари 458 и 488 ГТБ. Додатне опције које повећавају цену аутомобила укључују побољшање ентеријера, посебне боје, побољшане суспензије и многе друге.

#### Huracán LP 610-4 Polizia (2014)
Хуракан ЛП 610-4 Полиција је званична варијанта полицијског аутомобила специјално произведена за италијанску полицију, након што је претходни њихов ауто, Галардо, униптен током патроле. Овај аутомобил поседује различите карактеристике од обичних модела. Препознатљив је по плавој боји каросерије, белих пруга и слова која прати динамични хураканом дизајн, видео систем постављен у средини кабине са камером постављеном поред ретровизора, полицијски рачунар, опрему за снимање иза седишта, доказе о видео материјалима, футроле за оружја итд. Такође поседује полицијско светло са плавим ЛЕД лампама око базе и белим ЛЕД сигналима на предњој, бочној и задњој страни.

#### Huracán LP 610-4 Avio (2016–2017)
Представљен је у салону аутомобила у Женеви 2016. године. Авио је прво лимитирано издање Хуракана, које доноси нове боје, пресвлаке, вањске налепнице и унутрашње логотипе инспирисане инталијанским борбеним авионима, заједно са тробојном кокадром у црвеној, белој и зеленој боји. На централној конзоли налази се плочица која указује на ограничени број од 250 могућих примерака.

#### Huracán LP 610-4 Spyder (2016–2019)
Хуракан Спајдер је кабриолет варијанта модела ЛП 610-4, предсатвљена је у салону аутомобила у Франкфурту 14. септембра 2015. године. 5,2 литарски В10 мотор са погоном на сва четири точка исти је као и у купеу и ствара максималну снагу од 449kW (602 коњске снаге). Убрзавање од 0 до 100 км/х траје 3,4 секунде а највећа могућа брзина је 323 км/х. Има  исти седмо-степенски ЛДФ мењач као и купе варијанта. Спајдер има тежину од 1.542 килограма, што је за 120 килограма више од купеа због компоненти за ојачање шасије.

#### Huracán LP 580-2 (2016–2019)
Овај модел је представљен у салону аутомобила у Женеви 2016. године. Хуракан ЛП 580-2 је јефтинији јефтинија варијанта од ЛП 610-4. Разлика је у томе што је 5.2 литарски В10 мотор смањен на 427кW (572 коњске снаге), заједно са погоном на задње точкове уместо на сва четири точка који се налази у стандардном Хуракану. Ламборгини је потврдио да аутомобил урзава од 0 до 100км/х за 3.4 секунде и да је највећа могућа брзина 320км/х. Такође разлика је у другачијем предњем делу и већим отвором за ваздух на задњем делу аутомобила ради бољег хлађења кочница. Мењач је исти као и код ЛП 610-4. Основни ниво ЛП580-2 кошта 200,000 америчких долара и то је око 40,000 јефтиније од основног нивоа ЛП 610-4.

#### Huracán LP 580-2 Pope Francis (2017)
Ламборгини је специјално дизајнирао и направио овај модел  и поклонио га је Папа Фрањи. Ексклузивни и лимитирани аутомобил, који је Папа потписао, издат је на аукцију, а приход од продаје ће отићи добротворне сврхе.

#### Huracán LP 580-2 Spyder (2016–2019)
Кабрио верзија ЛП 580-2 представљена је у салону аутомобила у Лос Анђелесу 16. Новембра 2016. године. 5.2 литарски В10 мотор са атмосферским притиском исти је као и у купеу, а генерише максималну снагу од 427kW (572 коњске снаге). Од 0 до 100 убрзава за 3,6 секунди а највећа могућа брзина је 320 км/х.

#### Huracán LP 640-4 Performanté (2017–2019)
Овај модел Хуракана, Перформанте, представљен је на сајму аутомобила у Женеви 2017. године. Перформанте је имао разне спољне промене, најуочљивији су предњи и задњи браник. Карбон је стављен на бочне делове аута и бранике. Положај издувних гасова је такође промењен, сада је позициониран мало изнад задњег дифузора. Унутрашњост је такође промењена, убачена су нова седишта и нови дигитални брзинометар, сличан као код Авентадора СВ.
Поседује 5.2 литарски В10 мотор који има снагу од 471kW (631 коњска снага). Тежина се такође смањила за 40 килограма захваљујући кованом алуминијуму и карбону. Нове аеро компоненте имају активне аеродинамичке способности и помажу стабилизацији аутомобила при великој брзини. Перформанте убрзава од 0 до 100 за 2,2 секунде, а највећа могућа брзина му је 325 км/х.
Цена овог аутомобила је постављена на 274,390 америчких долара.

#### Huracán LP 640-4 Performanté Spyder (2018–2019)
Перформанте Спајдер представљен је на сајму аутомобила у Женеви 2018. године. Спајдер је идентичан купеу са перформансама али време убрзања од 0 до 100 порасло је за десетину секунде и износи 3,1 секунду. Спајдер је тежак 125 килограма, више од купеа због компоненти које ојачавају шасију. Највећа брзина износи 325 км/х.

## Фејслит (2019-)

### Huracán Evo (2019 – )
Хуракан је био унапређен средином 2019. године, под називом Хуракан Ево. Сада свој мотор и део технологије дели са верзијом Перформанте.
Унапређена верзија Хуракана има агресивнији дизајн, нови предњи браник, и интегрисане аеро-лопатице за побољшану силу потиска, као и задњи део инспирисан варијантом Перформанте, који има исти задњи дифузор и положај издувне цеви. Нови спојлер побољшава потисну снагу пет пута у поређењу са прошлим.
Мотор је исти као и код Перформанте-а. Од 0 до 200 убрзава за 9 секунди а максимална брзина му је 325 км/х.
Хуракан Ево има систем управљања задњим точковима ради побољшане контроле аутомобила. Контролним системом управља нови систем, преко 8,4 инчног екрана који је осетљив на додир. Логика кретења унапред функсционише помоћу сензора који надгледају бочна, уздужна и вертикална убрзања као и брзину нагиба како би предвидели најбољи могући режим вожње за возача.

### Huracán Evo Spyder (2019 – )
Хуракан Ево Спајдер уведен је онлајн у фебруару 2019. године. Спајдер има исте додатке као и у купеу, али је за 100кг тежи због ојачане шасије. Има мекани преклопни поклопац као и старији модел којем треба 17 секунди за рад. Спајдер од 0 до 100 убрзава за 3.1 секунду а максимална брзина му је 325 км/х.

### Huracán Evo RWD (2020 – )
Варијанта Ево са погоном на задње точкове представљен је у јануару 2020. године, као замена за ЛП 580-2. Предњи део је преобликован и генерише већи проток ваздуха који је усмерен на дифузор. Мотор је ослабљен и сада је оцењен на 449 кW. Због умањеног мотора овај модел је спорији од стандардног и убрзање од 0 до 100 му је за 3,3 секунде док им је максимална брзина иста. Аутомобил је такође добио посебну опцију боје „Giallo Belenus“, заједно са одговарајућим ентеријером.

### Специјална издања

#### Huracán Evo GT Celebration
Овај модел је лимитирано издање које чини укупно 36 комада. Одаје почаст победама 2018. и 2019. године. Број 36 представља збирно време две познате трке издржљивости, другачије познате као 36 сати Флориде. Представљен је са још једним посебним издањем, Ламборгини Авентадор СВЈ 63 Роадстер, у Калифорнији у Августу 2019. године. Визуелно, аутомобил има јединствену зелену боју са наранџастим акцентима у знак сећања на мото бренд. Аутомобил дели свој мотор са тркачким аутомобилом Хуракан ГТ3 и ограничен је само на северно-америчко тржиште.

#### Huracan STO
Хуракан СТО („Super Trofeo Omologato“) је верзија која је усмерена на стазу. Потпуно се разликује од осталих верзија Хуракана. СТО има више позадинско крило са кровном дисаљком за хлађење мотора. Постоји аеродинамични уређај који повезује кровну дисаљку са задњим крилом. Поклопац мотора подсећа на тркачке аутомобиле. Цела хауба се отвара и открива мали део за одлагање тркачке опреме. Уз седишта налазе и тркачки појасеви.

## Маркетинг
Хуракан ЛП 610-4 Купе, у жутој боји, појавио се у игрици Форза Хоризон 2  као „ауто херој“, где је аутомобил приказан у кутији за ИксБокс 1 и ИксБокс 360 издање.
На изложби „Penny Arcade Expo 2016“,  Близардова игрица „Оverwatch“ је сарађивала са Убером под називом „Uberwatch”, који је посетиоце догађаја и ВИП-ове водио на кратке вожње.
За Марвелов филм из 2016. године „Doctor Strange“, Ламборгини је дао Марвелу 6 сивих Ламборгини Хуракана, 2 за специјалне ефекте, 2 за егзибиције и 2 „херојска“. У том филму Хуракани су били представљени у сцени аутомобилске несреће. 

## Мотоспорт

### Huracán LP 620-2 Super Trofeo (2014-2019)
Овај модел је тркачка верзија Хуракана за Ламборгини Супер Трофео серију из 2015. године. Садржи 5.2 литарски атмосферски В10 мотор који генерише 456 кW (612 коњских снага) и 570 нанометра обртног момента.

### Huracán LP 620-2 Super Trofeo EVO (2019 – )
Хуракан ЛП 620-2 Супер Трофео ЕВО је наследних предногдног Супер Трофео модела. Има 5.2 литарски атмосферски В10 и има исту снагу и обртни моменат, односно 456 кW (612 коњских снага) и 570 нанометра обртног момента.

### Huracán GT3 (2015–2019)
Представљен је 2015. године и развијен је у сарадњи са Фаларом. Одликује га 5,2 литарски атмосферски В10 мотор стандардног аутомобила са 388 кW (520 коњских снага) и 510 нанометра обртног момена и има тежину од 1230кг. Тим Лазарус је освојио Међународни ГТ Опен 2016. године са возачом Томасом Бијађијем и  Фабрицио Црестанијем.
28. Јануара 2018. године на првој трци „WeatherTech SportsCar Championship“, број 11 Ламборгини Хуракан ГТ3 њиховог тркачког ГТ тима завршио је на првом месту у трци „24 Hours of Daytona“. То је био први пут да је Ламборгини победио у 24-часовној трци у историји. После тога наставили су да освајају првенства са Ламборгинијем.

### Huracán GT3 Evo (2019 - )
Хуракан ГТ3 Ево је наследник Хуракана ГТ3. Садржи надограђени 5,2 литарски атмосферски В10 мотор, сада са 433 kW (580 коњских снага)и 488 нанометара обртног момента и мало смањену тежину од 1229,4 килограма.